# エルミル・レニャニ
エルミル・レニャニ（Ermir Lenjani 、1989年8月5日 - ）は、ユーゴスラヴィア（現・コソボ）・カメニツァ出身のプロサッカー選手。アルバニア代表。ウムラニエスポル所属。ポジションは、ディフェンダー。

## クラブ経歴
ジラン郡の町カメニツァで生まれ、幼少期に家族とともにスイスに移住。FCヴィンタートゥールの下部組織に入団し、2009年3月のFCトゥーン戦でデビュー。さらに初ゴールを含む2得点を挙げ4-2の勝利に貢献した。
2015年1月、リーグ・アンのスタッド・レンヌに移籍。

## 代表歴
2013年1月、レニャニはアルバニア市民権を取得し、アルバニア代表の招集に応じる意志があることを明かした。2013年8月、アルメニアとの親善試合に臨むメンバーに選ばれたが、出場することは無かった。
2013年11月15日開催の親善試合・ベラルーシ戦で代表初出場。レニャニはフル出場し0-0のドローに終わった。

### ゴール
2016年5月29日現在
| No. | 開催日         | 会場                 | 対戦国       | スコア | 結果 | 大会                                    | Ref    |
| --- | -------------- | -------------------- | ------------ | ------ | ---- | --------------------------------------- | ------ |
| 1   | 2014年10月11日 | エルバサン           | デンマーク   | 1–0    | 1–1  | UEFA EURO 2016予選                      | [ 10 ] |
| 2   | 2016年3月26日  | ウィーン             | オーストリア | 1–2    | 1–2  | 親善試合                                | [ 11 ] |
| 3   | 2016年5月29日  | ハルトベルク         | カタール     | 2–1    | 3–1  | 親善試合                                | [ 12 ] |
| 4   | 2021年3月25日  | アンドラ・ラ・ベリャ | アンドラ     | 1–0    | 1–0  | 2022 FIFAワールドカップ・ヨーロッパ予選 |        |